# Symbolique et mythologie des peuples anciens

La Symbolique et mythologie des peuples anciens, particulièrement des Grecs est un ouvrage de philologie de Georg Friedrich Creuzer, publiée en 4 tomes entre 1810 et 1812. Creuzer y étudie des récits mythologiques et des représentations divines imagées, d’un œil « scientifique », et en appliquant les méthodes de la philologie.
Creuzer reprend des théories de Johann Arnold Kanne (de), Friedrich Schlegel, Johann Gottfried von Herder parmi d’autres, qui attribuent des racines indiennes à la mythologie grecque, et la voient comme ayant été influencée par l’Orient de manière générale.